# Anna-Forcke-Stift

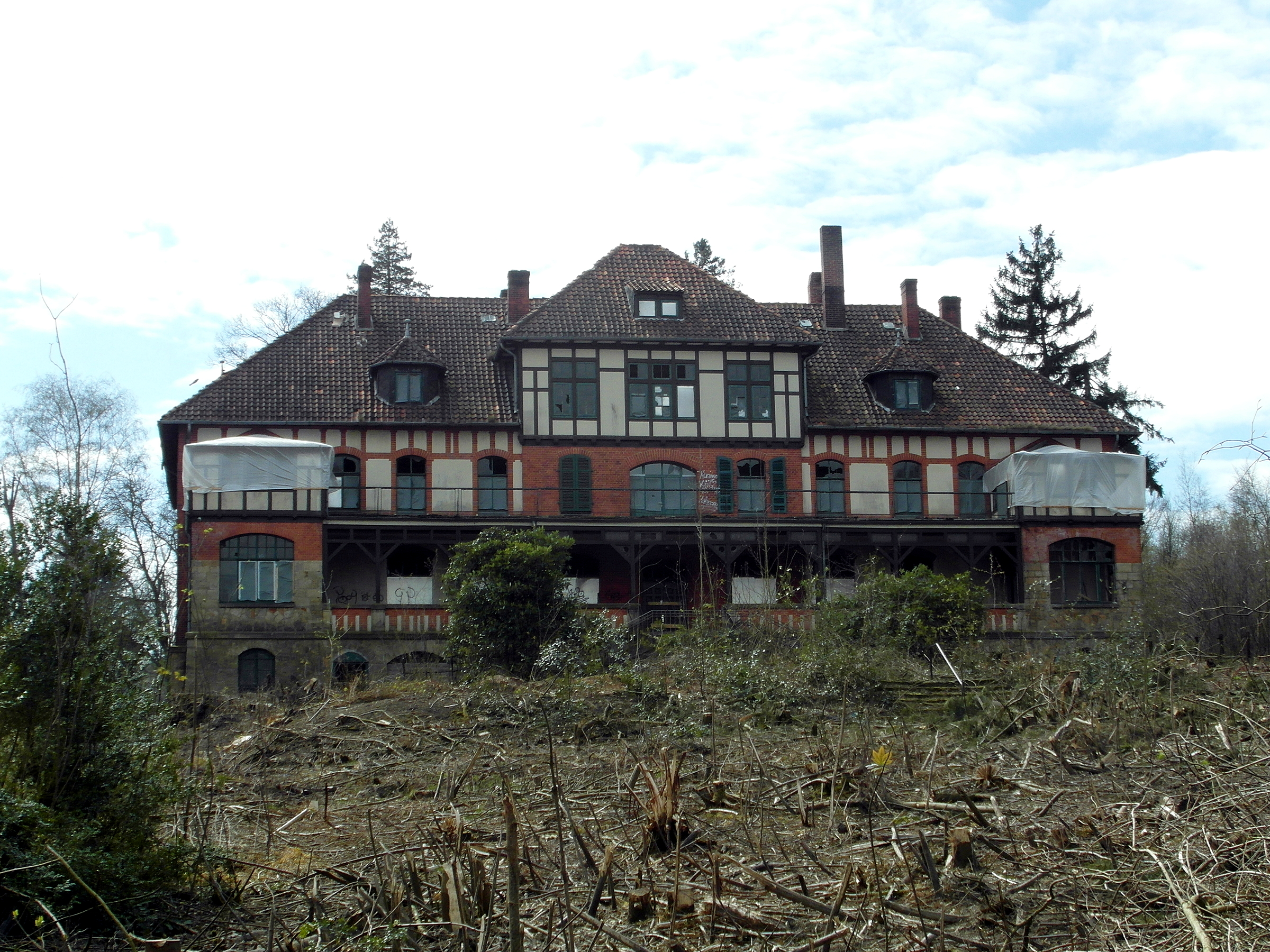
Anna-Forcke-Stift und Grundstück, 2016

Das Anna-Forcke-Stift ist ein als Baudenkmal geschütztes Gebäude in Barsinghausen in der Region Hannover.

## Geschichte
Im Jahr 1908 eröffnete die Henriettenstiftung ein nach Anna Forcke, einer früheren Oberin des Henriettenstifts Hannover, benanntes Wohnheim für alte und kranke Schwestern am Rand der damaligen Gemeinde Barsinghausen. Das Gebäude im Jugendstil war mit etwa 1600 m² Wohnfläche eine Unterkunft für etwa 50 Bewohnerinnen. Nach dem Ende des Wohnheims im Jahr 1991 nutzte die Mariengemeinde Barsinghausen das Anwesen bis 1998. Seitdem stand das Gebäude in der Bergstraße 27 leer. Das zugehörige rund 6000 m² große Grundstück verwilderte zusehends und das Haus verfiel. Durch Vandalismus sowie einen Brand im Obergeschoss im Jahr 2012 entstanden zusätzliche Schäden.
Das Gebäude am Hang des Deisters oberhalb des Ortskerns von Barsinghausen galt jahrzehntelang als architektonisches Schmuckstück. Die Fassade steht unter Denkmalschutz und gilt trotz des Zustandes als „hochwertiges Denkmal“.
Im Jahr 2016 wurde die mehrere Jahre lang zum Verkauf stehende Immobilie an private Investoren aus Barsinghausen verkauft.
Das Grundstück sollte aufgeteilt werden. Für das ehemalige Anna-Forcke-Stift sollte im Bauausschuss nach Abstimmung mit der Naturschutzbehörde eine Bebauungsplanänderung für eine neue Zuwegung unmittelbar am Waldrand zum Baltenweg beraten werden.
Es war geplant, dass der Verein für Gemeindediakonie das Gebäude anmietet und als Hospiz für 10 bis 15 Patienten und deren Familienangehörigen betreibt. Als Beitrag zu den auf 3 Millionen € angesetzten Kosten der Gebäudesanierung war der Verkauf eines Grundstücksteils vorgesehen. Auf insgesamt 2000 m² war dort der Bau von vier Einfamilienhäusern vorgesehen.
Im Verlauf des Jahres 2017 legten die Eigentümer nach Verzögerungen bei der Projektfinanzierung und damit verbundenen Kostensteigerungen das auf inzwischen 3,7 Millionen € kalkulierte Projekt „auf Eis“. Als finanzierbare Alternativnutzung des Anna-Forcke-Stifts nannten sie dabei den Umbau in Altenwohnungen oder in ein Pflegeheim.

Ansichten des Anna-Forcke-Stiftes
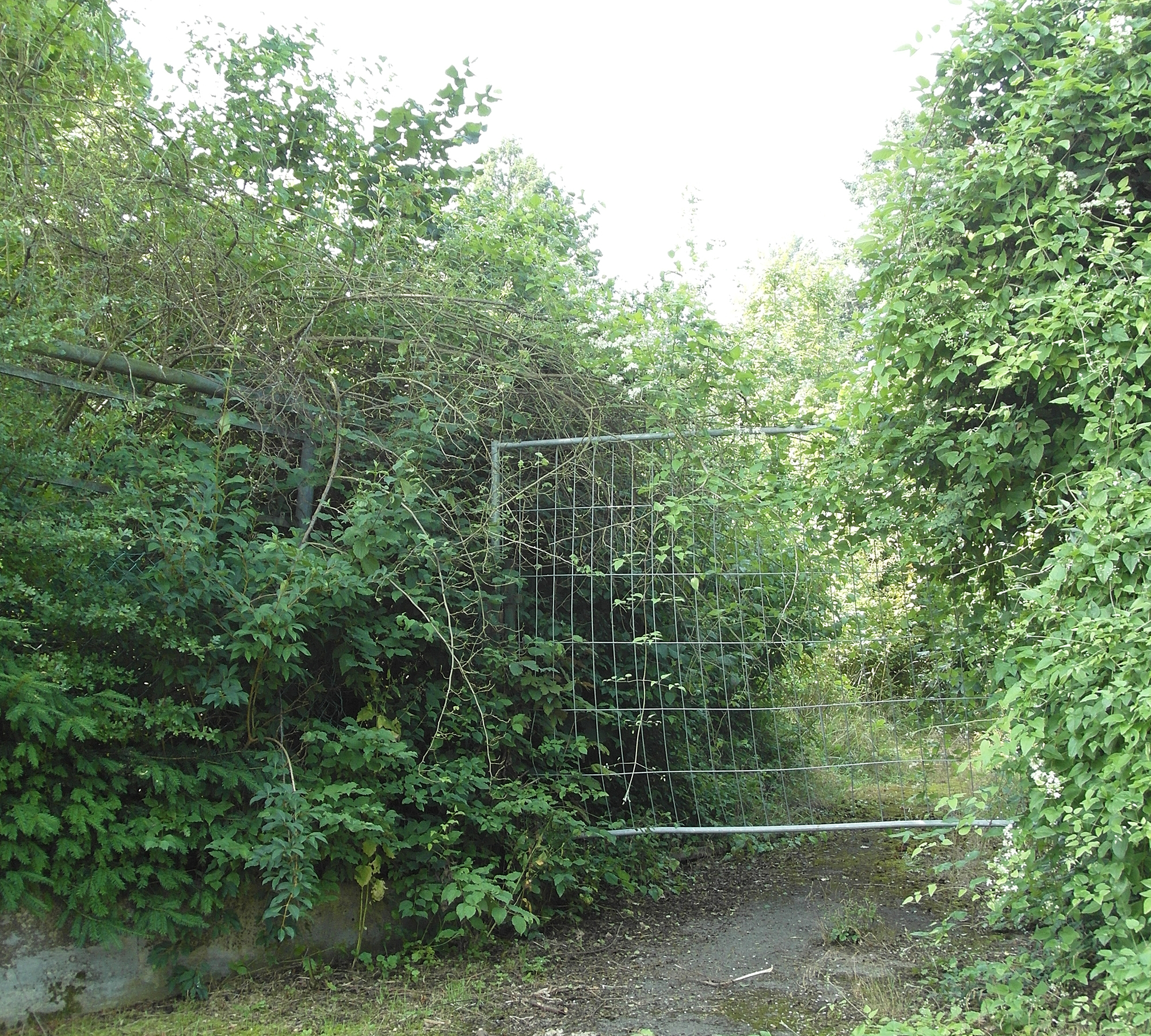
Zugewachsene Grundstückszufahrt (2014)
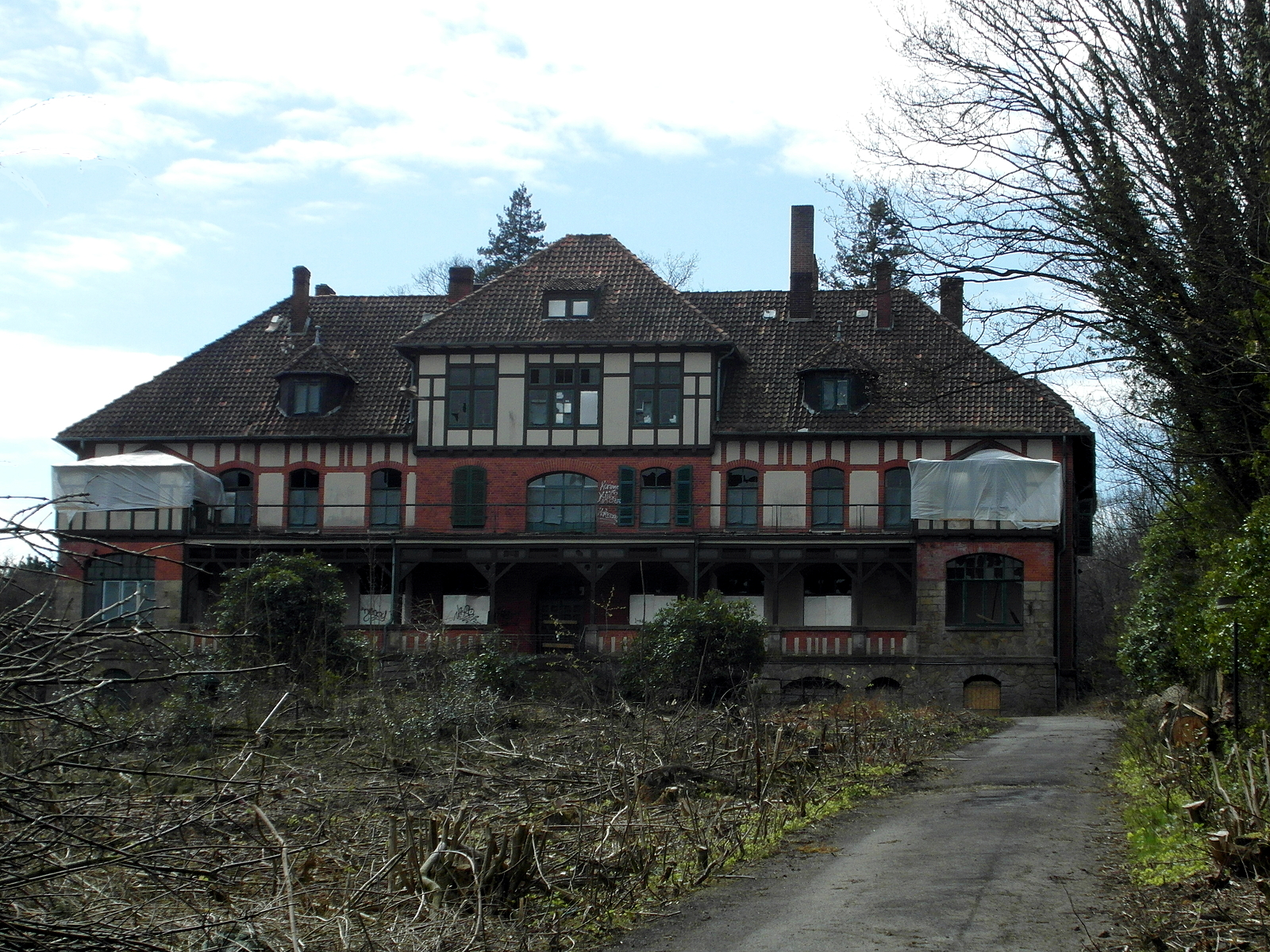
Freigelegte Grundstückszufahrt (Frühjahr 2016)
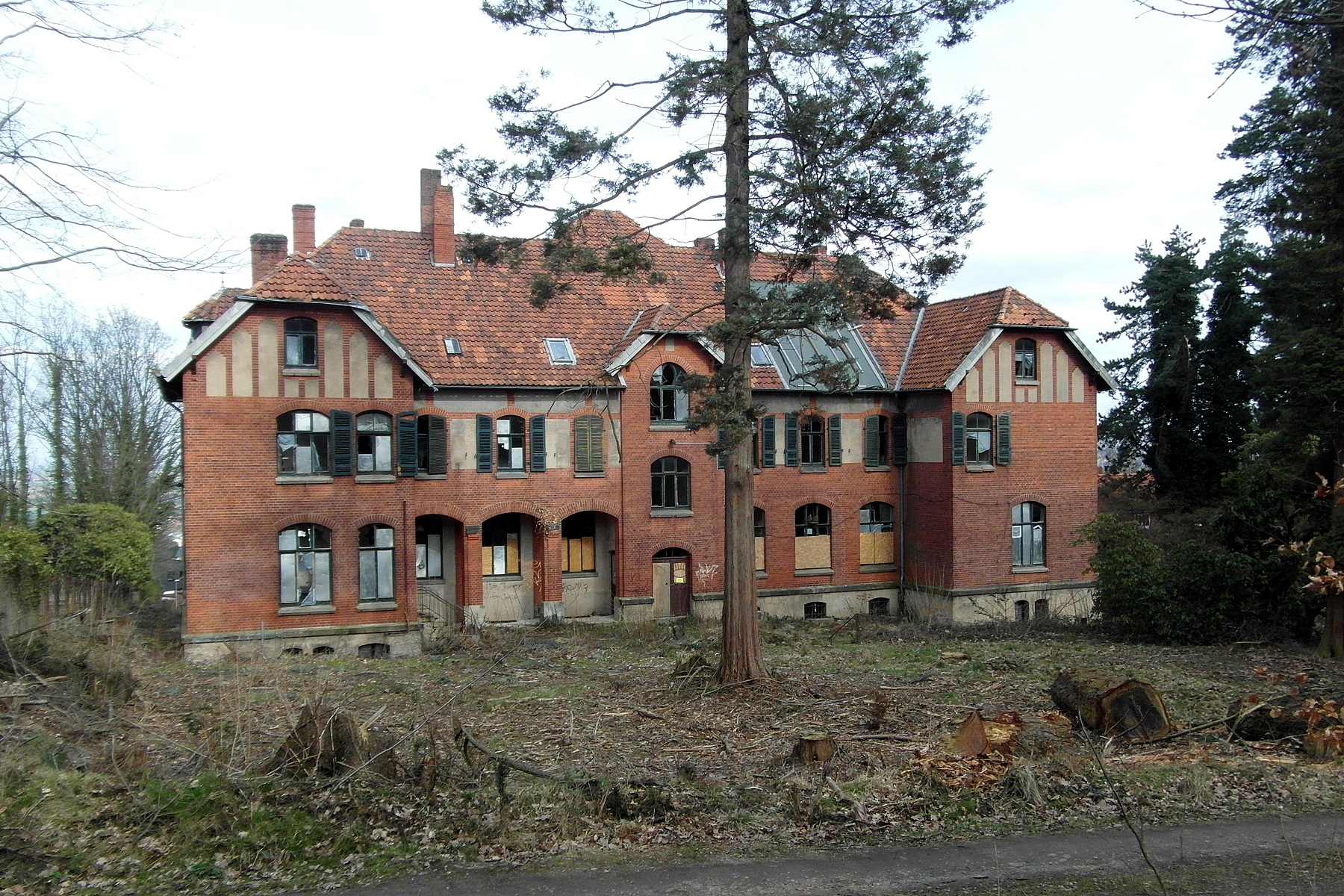
Südfassade des Anna-Forcke-Stiftes (2017)